# Bőrnyakúak (film)
A Bőrnyakúak (eredeti cím: Jarhead) 2005-ben bemutatott háborús filmdráma, mely Anthony Swafford amerikai tengerészgyalogos öböl-háborús memoárjának azonos című regénye alapján készült. A filmet Sam Mendes rendezte. Főszereplője Jake Gyllenhaal, Swafford szerepében, valamint további szereplők még Jamie Foxx, Peter Sarsgaard és Chris Cooper. A film címe az amerikai tengerészgyalogosok saját magukra használt szleng kifejezésből ered.

## Történet
1989-ben Anthony Swafford (Jake Gyllenhaal) bevonul az Egyesült Államok Haditengerészetébe, ahol részt vesz az alapkiképzésen, a keményfejű, forrófejű Fitch kiképző által (Scott MacDonald). Az alapkiképzés után "Swoff-ot" kihelyezik a Pendleton táborba. Swoff ezután azt meséli el, hogy hogyan próbál beilleszkedni a civil életbe. Úgy gondolja, hogy jelentkeznie kellene a főiskolára, de ehelyett inkább az élet gyönyöreinek habzsolásába kezd, amely nagyjából a barátnőjével való szexuális kapcsolatot fedi le, aki később megcsalja. Ezután Swofford az alapkiképzésen találja magát, ahol megpróbálja túlélni a napokat barátaival a szenvedések közepette. Ez után egy mozifilm megnézése előtt azt a feliratot írja egy óriásplakátra, hogy "Fuck it", azaz baszd meg. Ezután megpróbál nagyon "beteg" lenni, ami annyit tesz, hogy jól berúg. Ekkor ismeri fel őt Skyes főtörzsőrmester, aki meghívja Swaffordot egy mesterlövész kiképzésre. A kimerítő kiképzési időszak után Swafford marad az egyike annak a nyolc jelöltnek, akikből mesterlövészt képeznek, majd képességeik alapján összepárosítják későbbi szobatársával, Troyjal (Peter Sarsgaard), aki Peter segédirányzója lesz. Ezen idő alatt Swoff lépésenként megtanulja a mesterlövészek különböző technikáit. Annak ellenére, hogy eleinte azt hitte, hogy ez nem más, mint egy vicc, abba az álomba ringatja magát, hogy megölhet valakit. Röviddel ezután Kuvaitot megtámadja Irak és Swafford egységét a Sivatagi Vihar hadművelet részeként a Perzsa-öbölbe vezénylik. Bár a tengerészgyalogosok már nagyon harcolni akarnak, előbb akklimatizálódniuk kell a forró és száraz éghajlati viszonyokhoz, ezért járőrözéseket és kiképzéseket hajtanak végre, ahol a vízivás kötelezővé van téve. Az egyedüli ajánlott technika az unalom- és magányérzet ellen az önkielégítés. Egy karácsonyi partin az alkoholfogyasztás meg van tiltva Swoff számára, azért, mert ő lett megbízva azzal, hogy őrködjön, de átadta a posztját egyik társának, majd jól berúg és felgyújtja az egyik lőszeres sátrat. Ezután azt a büntetést kapja, hogy neki kell elégetnie a táborban keletkező emberi fekáliát, amely annyira lélekölő melónak bizonyul, hogy kis híján beleőrül. Ezenkívül visszafokozzák tizedesből őrvezetővé. Ezután majdnem lelövi egyik társát (Fesrgust), akit sokkol az eset, de ennek ellenére mégsem fordítja fegyverét Peter ellen, aki erre elhagyja a sátrat. Miután már hosszabb ideje a sivatagban állomásoznak, elkezdődik a Sivatagi vihar hadművelet. A tengerészgyalogosokat átcsoportosítják a szaúdi-kuvaiti határra. Az ütközet előtt Petert röviden tájékoztatja Skyes, hogy társát leszerelik a hadművelet után, mert kiderült, hogy nem büntetlen előéletű. Tudván azt, hogy Troy többé majd nem szerelhet fel, Peternek fel kell készülnie arra, hogy egyedül kell folytatnia mesterlövészként. Egy véletlen baráti erők által végrehajtott légitámadást követően a tengerészgyalogosok ráeszmélnek, hogy nincs a környékükön ellenség. A katonák keresztül menetelnek a Halál Országútján, amelyet kiégett járművek roncsai és elesett iraki katonák holttestei öveznek. Ezután égő olajfúrótornyokat vesznek észre és alvógödröket kell ásniuk, miközben nyersolajeső hull rájuk az égből. még mielőtt befejeznék a munkájukat Skyes kiadja a parancsot, hogy menjenek inkább egy olyan helyre, ahol a széljárás megóvja őket az olajesőtől. Végül Swaffordot és Troyt bevetik. Szaddám Husszein Köztársasági Őrségéből kell két tiszttel végezniük a közeli leszállópályán. A lövés előtti utolsó pillanatban Lincoln őrnagy leállítja őket, mivel úgy is légicsapást mérnek az iraki leszállópályára. Troy és Swafford tiltakozik a parancs ellen, de végül engedelmeskednek és csalódottan nézik végig a légicsapást. Ezek után hazatérnek, ahol nagy katonai parádéval ünneplik a győzteseket. ezután Peter visszatér az otthonába a családjához, ahol rádöbben, hogy barátnője már egy másik sráccal jár. Ezután Fowlert egy prostituálttal együtt láthatjuk egy bárban, Krugert egy játékteremben, Cortezt három gyermek apjaként, míg Skyes visszatér Irakba, hogy részt vegyen az Iraki Szabadság hadműveletben.

## Szereplők
| Színész         | Szerep                             | Magyar hang      |
| --------------- | ---------------------------------- | ---------------- |
| Jake Gyllenhaal | Anthony Swofford tengerészgyalogos | Csőre Gábor      |
| Jamie Foxx      | Sykes törzsőrmester                | Kálid Artúr      |
| Peter Sarsgaard | Alan Troy                          | Zámbori Soma     |
| Lucas Black     | Chris Kruger                       | Nagy Ervin       |
| Chris Cooper    | Kazinski alezredes                 | Balázsi Gyula    |
| Brian Geraghty  | Fergus O'Donnell                   | Markovics Tamás  |
| Fenyő Iván      | Pinkó                              | Saját hangján    |
| Jacob Vargas    | Juan Cortez                        | Molnár Levente   |
| Laz Alonso      | Ramon Escobar                      | Papp Dániel      |
| Evan Jones      | Dave Fowler                        | Seszták Szabolcs |

## Fordítás
Ez a szócikk részben vagy egészben  a   Jarhead (film) című angol Wikipédia-szócikk ezen változatának fordításán alapul.  Az eredeti cikk szerkesztőit annak laptörténete sorolja fel. Ez a jelzés csupán a megfogalmazás eredetét és a szerzői jogokat jelzi, nem szolgál a cikkben szereplő információk forrásmegjelöléseként.